# NGC 2635
NGC 2635 je otvoreni skup u zviježđu Kompasu. 

## Vanjske poveznice
- SEDS: NGC 2635